# Luigi Antonio Calegari
Luigi Antonio Calegari (Padova, 1780 – Venezia, 1849) è stato un compositore italiano.
Nipote di Antonio Calegari. Scrisse opere come Amor soldato, un dramma giocoso di successo, e Saul, una tragedia musicale per voci soliste, coro e due piani, ispirata a quella di Vittorio Alfieri.

## Lavori

### Opere
- Il matrimonio scoperto ossia Le polpette (1804, Padova)
- Erminia (1805, Venezia)
- La serenata (1806, Padova)
- Amor soldato (1807, Padova)
- Irene e Filandro (1808, Venezia)
- La giardiniera (1808, Roma)
- Raoul di Crequi (1808, Padova)
- Il prigioniero (1810, Venezia)
- Omaggio del cuore (1815, Piacenza)
- Saul (1821, Venezia)